# Maskarenkricka
Maskarenkricka (Anas theodori) är en utdöd fågel i familjen änder inom ordningen andfåglar som förekom på öarna Mauritius och La Réunion.

## Utbredning och systematik
Den är känd från flera observationsrapporter, den sista från 1696, och på Mauritius även från benfynd. Dess närmaste nu levande släkting är troligen madagaskarkricka (A. bernieri).

## Namn
Det tidigare svenska namnet sauzierkricka hedrar Thé́odore Sauzier (1829–1904), som gjorde många benlämningar efter utdöda fåglar på Mauritius tillgängliga för vetenskapen.